# Another Stranger Me
«Another Stranger Me» es un sencillo de la banda alemana de power metal, Blind Guardian extraído de su álbum de 2006 A Twist in the Myth. Aparte de dicha canción, incluye dos demos de canciones del álbum, "All The King's Horses" y una versión de "Dream a Little Dream of Me". El sencillo también contiene el videoclip de "Another Stranger Me".

## Lista de canciones
1. «Another Stranger Me» - 4:35
2. «All The King’s Horses» - 4:11
3. «Dream a Little Dream of Me» - 3:22
4. «Lionheart» (versión demo) - 4:10
5. «The Edge» (versión demo)- 4:27

## Créditos
- Hansi Kürsch: Voz
- André Olbrich: Guitarra solista
- Marcus Siepen: Guitarra rítmica
- Frederik Ehmke: Batería

Músico invitado:
- Oliver Holzwarth - Bajo

## Vídeo
El vídeo de "Another Stranger Me" fue filmado por el director Ivan Colic. 
En el vídeo, un detective está buscando a un asesino que aparenta tener doble personalidad. Los miembros de Blind Guardian van vestidos a la moda de los años 20.
- Datos: Q2400154